# Vi ger dig denna nya dag
Vi ger dig denna nya dag (spanska: Te ofrecemos nuestra vida) är en peruansk psalm med text och musik skriven 1985 av författaren och tonsättaren Gilmer Torres Ruiz. Den är översatt till svenska 1992 av prästen och tonsättaren Per Harling. Texten första vers bygger på Filipperbrevet 3:20 och Lukasevangeliet 12:40, tredje versen på Jesaja 53:3-4 och fjärde versen på Efesierbrevet 2:17 och Andra Petrusbrevet 3:13.

## Publicerad i
- Psalmer i 90-talet som nummer 857 under rubriken "Dagens och årets tider: Morgon".[1]
- Verbums psalmbokstillägg 2003 som nummer 748 under rubriken "Dagens och årets tider: Morgon".[1]